# 丘濟亞夫爾湖
丘濟亞夫爾湖是俄羅斯西北部的大型淡水湖，位於摩爾曼斯克州內的科拉半島中部，屬於巴倫支海流域，海拔192米，面積57.8平方公里，湖水主要來自溶雪和雨水，從沃羅尼亞河流出。